# Andrea Sawatzki
Andrea Sawatzki é um atriz e escritora alemã, nascida em Kochel em 1963. É conhecida por seu livro "Brunnenstraße" e pela sua atuação em "Die Apothekerin".